# Johann Martin Schleyer

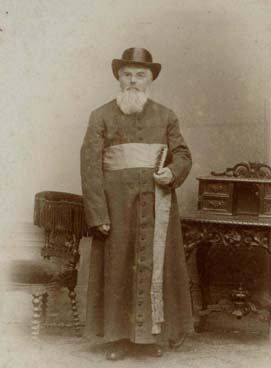
Johann Martin Schleyer

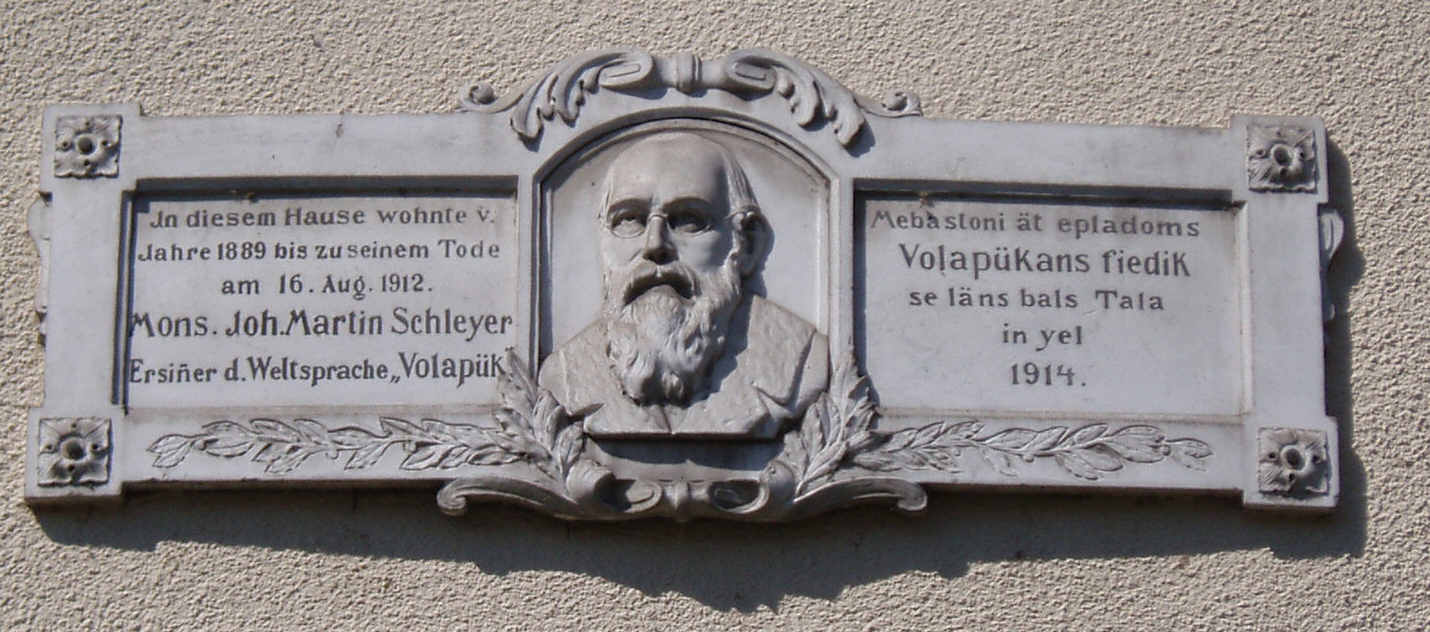
Minnestavla vid Schleyers hus i Konstanz

Johann Martin Schleyer, född 18 juli 1831 i Oberlauda, död 16 augusti 1912 i Konstanz, var en tysk katolsk präst och uppfinnaren av planspråket volapük, det första förslag till internationellt hjälpspråk som fick en stor rörelse bakom sig. 
Enligt Schleyer själv fick han idén till ett världsspråk när han talade med en av sina församlingsmedlemmar, en bonde vars son hade emigrerat till USA och inte längre kunde nås per brev, eftersom USA:s postverk inte kunde läsa faderns skrift. (Händelsen med bonden gav honom idén till ett "världsalfabet". Detta utarbetade han 1878. De första skisserna till ett världsspråk kom ett år senare. R.T. 080910.)
Schleyer prästvigdes 1856. Från 1867 till 1875 var han pastor i Krumbach nära Messkirch. Vid slutet av den tiden satt han i fängelse i fyra månader för att han hade predikat mot socialismen. (Det var snarare så att han påstods ha agiterat för socialism. R.T. 080907.)
Från 1875 till 1885 var han pastor i en församlingen i Litzelstetten. Han skrev senare att de första sju åren i Litzelstetten var bland de lyckligaste i hans liv.
Han var vid denna tid redaktör för tidskriften Sionsharfe, som mestadels tryckte katolsk poesi. I maj 1879 publicerade han en artikel om volapük i tidskriften. Denna skiss följdes av fullängdsbok 1880. Språket spreds vitt omkring i Europa. Efter 1885 fick Schleyer dra sig tillbaka från sin prästtjänst på grund av dålig hälsa, men han var fortfarande aktiv i volapükrörelsen tills den föll isär några år senare. 
En rörelse för att saligförklara Schleyer har inletts med centrum i hans församling Litzelstetten.
Schleyer var allmänt mycket språkintresserad och lärde sig under sin livstid mellan tjugo och trettio språk. Han var också en tämligen musikalisk och spelade ett dussintal instrument. 